# Quiverfull
Quiverfull är en kristen teologisk ståndpunkt som ser stora familjer som en välsignelse från Gud. Den uppmuntrar fortplantning, avståelse från alla former av preventivmedel, naturlig familjeplanering och sterilisering. Rörelsen har fått sitt namn från Psalm 127:3–5, där många barn metaforiskt kallas pilarna i ett fullt koger.
Vissa källor har hänvisat till Quiverfull-positionen som providentialism, medan andra källor helt enkelt har hänvisat till den som en manifestation av natalism.
Den är mest utbredd i USA men den har även anhängare i Kanada, Australien, Nya Zeeland, Storbritannien och på andra håll. En uppskattning från 2006 uppskattade antalet familjer som ansluter sig till denna filosofi till att variera från "tusentals till låga tiotusentals".

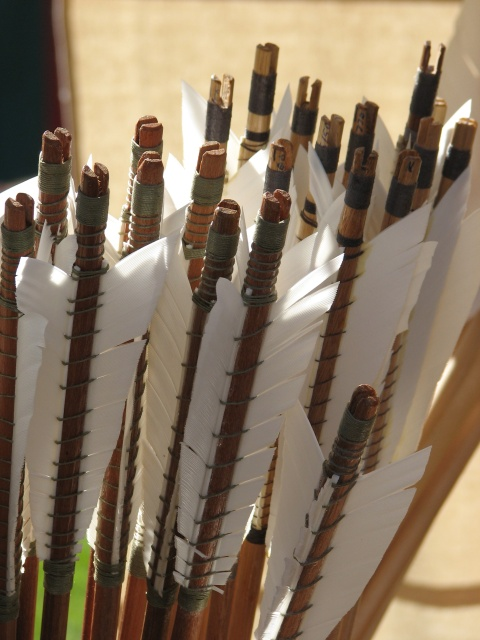
Den kristna kogerrörelsen har fått sitt namn från Psalm 127:3–5, där många barn metaforiskt kallas pilarna i ett fullt koger.